# Museumsgesellschaft Freiburg
Die Freiburger Museumsgesellschaft ist ein kultureller Verein in Freiburg im Breisgau. Die Gesellschaft wurde ursprünglich als Lesegesellschaft am 4. Januar 1807 gegründet und ist damit die älteste bürgerliche Gesellschaft der Stadt.

## Geschichte
Lesegesellschaften gab es damals überall in deutschen Landen, erlaubten sie doch einer gehobenen und gebildeten Mittelschicht von Bürgern und Beamten, vereint die damals teuren Bücher und Zeitschriften zu erwerben und so am Zeitalter der wachsenden Erkenntnisse teilzuhaben. Der Auslöser für die Gründung einer Lesegesellschaft in Freiburg war jedoch politisch. Im Jahre 1806 hatte Napoleon den Anfall des Breisgaus an das Großherzogtum Baden verfügt. Die Freiburger wurden nicht gefragt und trauerten der über 400-jährigen Herrschaft der Habsburger nach. Als nun Beamte und Militärs aus der Hauptstadt Karlsruhe zur Machtübernahme nach Freiburg kamen, bot sich die Gründung einer bürgerlichen Lesegesellschaft an, um den überwiegend protestantischen Norden Badens mit dem weitgehend katholischen Süden zu vermählen, wie der Dichter Johann Georg Jacobi es ausdrückte. Der badische Übergabekommissär Karl Wilhelm Ludwig Friedrich Drais von Sauerbronn war nicht nur der Anreger, sondern folgerichtig auch der erste Präsident der Freiburger Lesegesellschaft. Daneben zählten zu den Gründungsmitgliedern intellektuell und politisch führende Persönlichkeiten Freiburgs wie:
- Oberbürgermeister Johann Joseph Adrians
- der Regierungsrat und Hofrichter Freiherr Konrad von Andlaw
- der Stadtdirektor Freiherr Karl von Baden
- der Chirurgieprofessor Alexander Ecker
- der Verleger Bartholomä Herder
- der Altphilologe und Theologe Johann Leonhard Hug
- der Kapitelkanzler des Malteserordens Joseph Albrecht von Ittner
- der Dichter Johann Georg Jacobi
- der Historiker Karl von Rotteck
- der Universitätsbibliothekar Johann Kaspar Ruef
- der Staatsrechtler Karl Theodor Welcker

Bald nach ihrer Gründung fühlte sich die Lesegesellschaft neben Klio (Geschichte) weiteren Musen verpflichtet, etwa Thalia (Theater), Polyhymnia (Musik) und Terpsichore (Tanz). Sogenannte Gesellschaftstage – nun mit Damen – fanden jeweils in den erweiterten Räumen, dem „Kasino“ statt. Die Heiligtümer der Musen heißen griechisch Museion, und so ändert man folgerichtig den Namen der Gesellschaft in die latinisierte Form Museum. Wegen der steigenden Mitgliederzahlen wurde es mehrmals notwendig umzuziehen. In den Räumen der Museumsgesellschaft hielt man Vorträge, gab Konzerte, führte sogar Opern auf und veranstaltete Bälle.
Schließlich errichtete die Museumsgesellschaft von 1823 bis 1826 ein repräsentatives spätklassizistisches Gebäude in der Münstergasse am Ort des ehemaligen im spätgotischen Stil erbauten Bürgerspital zum Heiligen Geist. Das markante Gebäude – das Museum – besaß einen der schönsten Konzertsäle Freiburgs, oft genutzt zu großen und kleinen Konzerten und Tagungen. Es bildete bis zu seiner Zerstörung beim Bombenangriff auf Freiburg 1944 allein schon durch das allgemein beliebte Café Museum ein Mittelpunkt des gesellschaftlichen Lebens der Stadt.
Nach dem Kriege bezog die Museumsgesellschaft kleinere Räume in der Wasserstraße.